# Внешняя политика Ватикана
Внешняя политика Ватикана — общий курс Ватикана в международных делах. Внешняя политика регулирует отношения Ватикана с другими государствами. Святой Престол признан субъектом международного права и активным участником международных отношений. Взаимодействие Ватикана с миром в период после окончания Второй мировой войны находится на самом высоком уровне за всю историю. Святой Престол имеет полную собственность, исключительное владение, суверенную власть и юрисдикцию над городом-государством Ватиканом.
Дипломатическая деятельность Святого Престола осуществляется Государственным секретариатом (возглавляемым государственным секретарём Святого Престола) через отдел по связям с государствами. Святой Престол признаёт все государства-члены ООН, за исключением Китайской Народной Республики (так как признаёт только Республику Китай) и Северной Кореи (так как имеет отношения только с Республикой Кореей). Святой Престол также признаёт Государство Палестина, не являющееся членом ООН.
Термин дипломатический корпус Ватикана, в отличие от дипломатической службы Святого Престола, относится ко всем тем дипломатам, аккредитованным при Святом Престоле, а не к тем, кто представляет его интересы в других странах и международных органах.

## История
Со времен средневековья епископский престол Рима был признан суверенным образованием. Ранее, были представители папы (apocrisiarii) при императорах Константинополя, начиная с 453 года, но они не считались послами. В XI веке отправка представителей папы к императорам, на временной или постоянной основе, стала постоянной. В XV веке стало привычным для государств аккредитовать постоянных резидентов при Папе в Риме. В 1500 году первая постоянная апостольская нунциатура была основана в Венеции. Их количество выросло в течение XVI века до 30 нунциатур, в то время как internuncios (представители второго ранга) были отправлены в менее влиятельные государства. После того, как в первой половине XVII века папская дипломатия пережила упадок после Вестфальского мира в 1648 году, когда на неё нападали роялисты и галликанцы, а число действующих нунций сократилось до двух во времена Наполеона, хотя в тот же период, в 1805 году, Пруссия стала первым протестантским государством, которое отправило посла в Рим. После Венского конгресса в 1815 году произошло возрождение влияния Ватикана.
Несмотря на исчезновение папских государств в 1870 году и последующую утрату территориального суверенитета, а также несмотря на некоторую неопределенность относительно того, сможет ли Святой Престол продолжать действовать в качестве независимой силы в международных делах, фактически продолжилось осуществляться право отправлять и принимать дипломатических представителей, поддерживать отношения с государствами, в том числе с Российской империей, Пруссии и Австро-Венгрией. Нунции продолжали действовать в качестве полномочных дипломатических представителей, в соответствии с решением Венского конгресса 1815 года нунций был не только членом дипломатического корпуса, но и его руководителем.
После Первой мировой войны и её последствий число государств, имеющих дипломатические отношения со Святым Престолом, увеличилось. Впервые после разрыва отношений между Папой Римским и королевой Елизаветой I, в 1914 году была открыта британская дипломатическая миссия при Святом Престоле. В результате число дипломатов, аккредитованных при Святом Престоле, возросло с 16 в 1871 году до 27 в 1929 году, даже до того, как снова приобрёл территориальный суверенитет с основанием государства Ватикан.
За тот же период Святой Престол заключил в общей сложности 29 конкордатов и других соглашений с государствами, включая Австро-Венгрию в 1881 году, Россию в 1882 и 1907 годах, Францию в 1886 и 1923 годах Два из этих конкордатов были зарегистрированы в Лиге Наций по просьбе заинтересованных стран. Будучи лишенным территориального суверенитета, Святой Престол также принял просьбы выступить в качестве арбитра между странами, включая спор между Германией и Испанией по поводу принадлежности Каролинских островов. В 1929 году были подписаны Латеранские соглашения и создано город-государство Ватикан, что не повлекло какого-либо значительного увеличения числа государств, с которыми Святой Престол имел официальные отношения. Это произошло позже, особенно после окончания Второй мировой войны.